# Maurice Schellekes
Maurice Schellekes (geboren Schellevis) (Zandvoort, 20 november 1922 – Haifa, 3 februari 1988) was een Nederlands-Israëlische kleermaker. Hij zat een groot deel van de Tweede Wereldoorlog gevangen in Auschwitz, waar hij werkzaam was in het Sonderkommando van Auschwitz. Na de oorlog was hij een half jaar burgemeester van Riederau am Ammersee, sinds 1 mei 1978 een ortsteil van Dießen am Ammersee.

## Levensloop
Schellekes was de zoon van de kleermaker Salomon Schellevis (1888-1942) en Hijltje Schellevis (1891-1942), beiden van van joodse afkomst. Tijdens de Tweede Wereldoorlog werd hij in eerste instantie tewerkgesteld in het Drentse werkkamp Kamp Kremboong. Schellekes nam de benen toen het gerucht ging dat alle bewoners zouden worden overgebracht naar Kamp Westerbork. Hij dook onder in Amsterdam, maar werd in augustus 1942 aangehouden toen hij scheermesjes ging kopen.
Via Westerbork werd Schellekes op transport gezet naar Auschwitz, waar hij op 11 augustus aankomt en daar geselecteerd werd om in het Sonderkommando te werken. Hij moest daar de doden afvoeren naar de massagraven. Dit was nog voordat de grootschalige crematoria in gebruik genomen werden. Later werd hij lid van het zogeheten Kanada-Kommando dat op het selectieterrein alle bagage moest afnemen van gedeporteerden.
In de jaren 1942-43 vonden Schellekes' ouders de dood, als ook zijn enige broer en zus. In 1944 ontmoette Schellekes de man van zijn zus en sprak met hem de hele nacht, maar vertelde hem niet dat zijn vrouw en beide kinderen intussen dood waren en dat zijn zwager de volgende dag hetzelfde lot zou ondergaan.

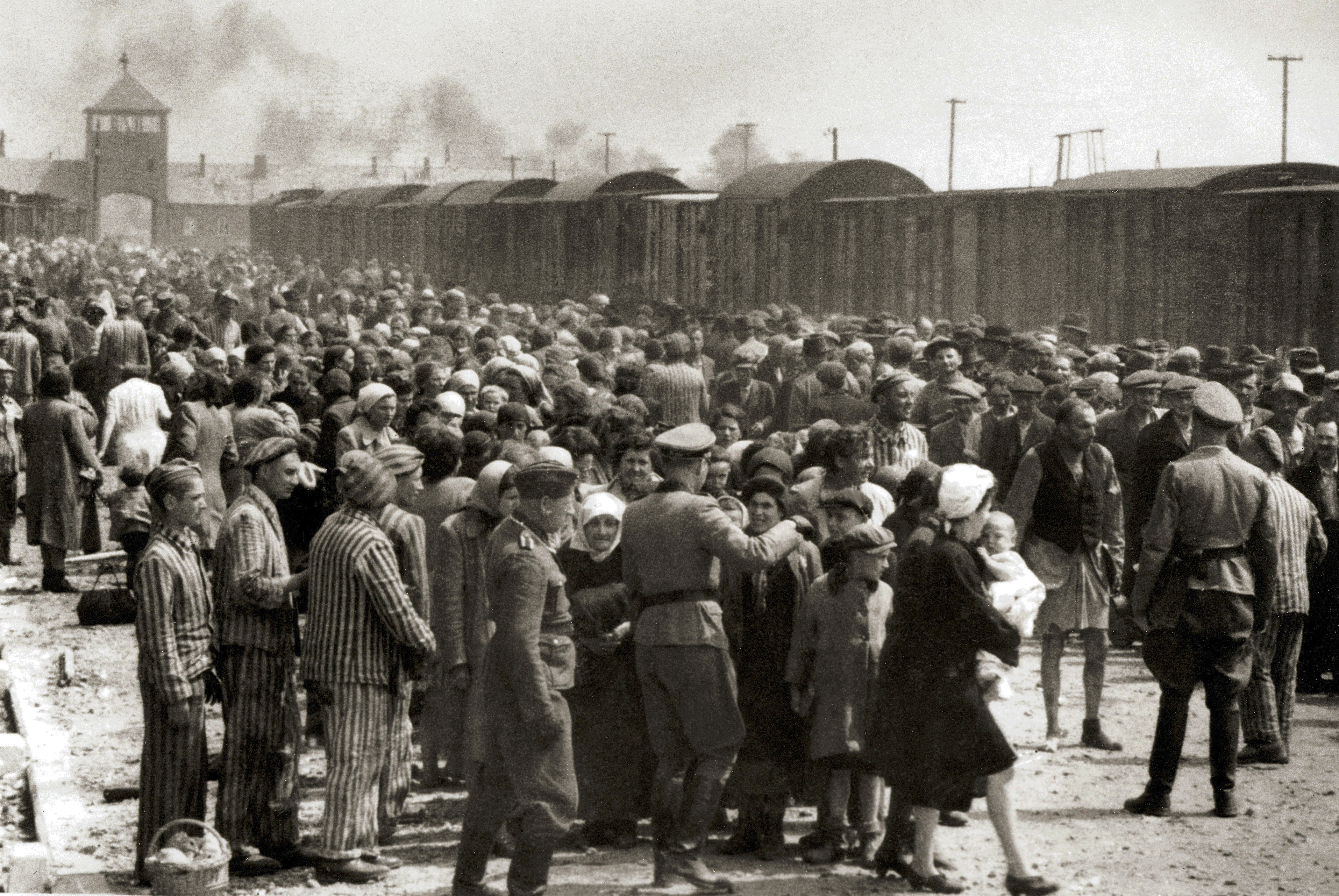
Foto van het selectieperron met Schellekes tweede van links

Schellekes' enige zoon Shai herkende zijn vader in 2019 op een foto die in Auschwitz was gemaakt. Hij herkende zijn vader op een boek De Jodenvervolging in foto’s, Nederland 1940-1945, samengesteld door de historici René Kok en Erik Somers. Onder de foto stond wel de naam van Schellekes vermeld, maar volgens zijn zoon bij de verkeerde persoon. De foto is bijzonder, aangezien het de enige foto van Auschwitz is waarop Nederlandse Joden zijn geïdentificeerd.
Schellekes maakte in januari 1945 de zogeheten dodenmars mee toen Auschwitz ontruimd werd en eindigde in Ebensee, een buitenkamp van Mauthausen. Hij maakte op 6 mei de bevrijding mee in een Oostenrijks kamp. Volgens eigen zeggen had dat geen dag later moeten zijn, anders was hij dood geweest. Na de bevrijding trad Schellekes in dienst van het Amerikaanse leger als tolk. De Amerikanen benoemden Schellekes tot burgemeester van het Duitse Riederau am Ammersee, omdat de inwoners niemand anders dan een nazi naar voren schoven als burgemeester. Hij bleef een half jaar in functie.
Schellekes keerde aan het einde van de jaren veertig terug naar Nederland. Hij begon onder de naam Schellekes & Co zijn eigen kleermakersbedrijf aan de Wagenstraat in Den Haag. In 1966 emigreerde hij met vrouw en kind naar Israël. Schellekes ging wonen in Haifa, waar hij voorzanger en medeoprichter werd van de plaatselijke liberale synagoge.

## Persoonlijk
Schellekes trouwde met Florence de Groot (1933-2015), eveneens van joodse afkomst. Zij overleefde de oorlog door onder te duiken. Samen kregen zij een zoon.